# Radare (Band)
Radare ist eine Dark-Jazz-Band aus Wiesbaden.

## Geschichte
Radare wurde 2009 von Mitgliedern der aufgelösten Hardcore-Punk-Band Actress gegründet. Im Jahre 2010 tourten sie mit East of the Wall durch Osteuropa und traten auf diversen Festivals auf.
Das 2019 via Golden Antenna veröffentlichte Album Der Endless Dream erhielt international positive Kritiken.

## Stil
Seit ihrer Gründung haben Radare ihren musikalischen Stil fortlaufend weiterentwickelt. Während die ersten Demo-Veröffentlichungen sich am Post-Metal von Bands, wie Neurosis und Isis orientierte, ist auf den späteren Alben eine Dark Jazz genannte Mischung aus Jazz, Ambient und Doom Metal wiederzufinden. Die zum Großteil rein instrumentalen Stücke lassen immer wieder den Einfluss von Bands, wie Bohren & der Club of Gore und Slint erkennen.

## Diskografie
- 2008: White Demo (12", CD/EP, Eigenveröffentlichung)
- 2010: Infinite Regress (12", CD/LP, Shark Men Records, i.corrupt.records, Tokyo Jupiter Records)
- 2011: Hyrule (12", CD/LP, Shark Men Records)
- 2015: Im Argen (12", CD/LP, Golden Antenna Records)
- 2019: Der Endless Dream (12", CD/LP, Golden Antenna Records)
- 2019: All Filler (7", Eigenveröffentlichung)